# Scoliocentra brachypterna
Scoliocentra brachypterna är en tvåvingeart som först beskrevs av Friedrich Hermann Loew 1873.  Scoliocentra brachypterna ingår i släktet Scoliocentra och familjen myllflugor. Arten är reproducerande i Sverige. Inga underarter finns listade i Catalogue of Life.